# Rodolfo Epifânio de Sousa Dantas
Rodolfo Epifânio de Sousa Dantas (Salvador, 14 de outubro de 1854 — Paris, 19 de setembro de 1901) foi um advogado, jornalista e político brasileiro.

## Biografia
Rodolfo formou-se em direito pela Faculdade de Direito do Recife, em 1875. Exerceria o jornalismo no Diário da Bahia, órgão do Partido Liberal. Foi deputado federal a partir de 1878 e ministro da justiça no Segundo reinado do Império do Brasil em 1882, no Gabinete Martinho Campos. Em 1891, já na República, fundou, junto com Joaquim Nabuco, o Jornal do Brasil. Deixou a direção do jornal no ano seguinte.
Era filho do senador Manuel Pinto de Souza Dantas, chefe do 32º Gabinete do Império do Brasil. Seu corpo encontra-se sepultado no Cemitério do Caju, no Rio de Janeiro.